# Кяравете
Кя́равете (ест. Käravete alevik) — селище в Естонії, у волості Ярва повіту Ярвамаа.

## Населення
Чисельність населення на 31 грудня 2011 року становила 234 особи.

## Географія
Через населений пункт проходять автошляхи 13 (Яґала — Кяравете) та 15146 (Амбла — Кяравете — Албу).

## Історія
До 21 жовтня 2017 року селище входило до складу волості Амбла.